# Ooia grabowskii
Ooia grabowskii är en kallaväxtart som först beskrevs av Adolf Engler, och fick sitt nu gällande namn av S.Y.Wong och Peter Charles Boyce. Ooia grabowskii ingår i släktet Ooia och familjen kallaväxter. Inga underarter finns listade.